# Jérémy Lecroq
Jérémy Lecroq (7 april 1995, Parijs) is een Frans wielrenner.

## Carrière
Als eerstejaars junior werd Lecroq onder meer achttiende in La Bernaudeau en vijftiende in de Chrono des Nations. Een jaar later verbeterde hij beide prestaties: hij werd vijfde in La Bernaudeau en negende in de Chrono des Nations. Als belofte wist hij onder meer elfde te worden in Parijs-Tours en vijfde in de ZLM Tour.
Na een stage bij Klein Constantia in 2016 tekende Lecroq voor het seizoen 2017 een contract bij Roubaix Lille Métropole. In februari sprintte hij, achter winnaar Justin Jules, naar de tweede plek in de eerste etappe van de Ronde van de Provence. Later dat jaar werd hij onder meer derde in de Ronde van Vlaanderen voor beloften, de ZLM Tour en Parijs-Bourges.
In 2018 werd Lecroq prof bij Vital Concept Cycling Club. In maart van dat jaar behaalde hij zijn eerste UCI-zege toen hij in de Grote Prijs van Lillers de sprint-à-deux won van Yoann Paillot.

## Overwinningen
2018
Grote Prijs van Lillers

## Resultaten in voornaamste wedstrijden
| Jaar | Ronde van Italië | Ronde van Frankrijk | Ronde van Spanje |
| ---- | ---------------- | ------------------- | ---------------- |
| 2017 |                  |                     |                  |
| 2018 |                  |                     |                  |
| 2019 |                  |                     |                  |
| 2020 |                  |                     |                  |
| 2021 |                  |                     |                  |
| 2022 |                  | 126e                |                  |
| 2023 |                  |                     |                  |
| 2024 |                  |                     |                  |

| Jaar | Gent-Wevelgem | Ronde van Vlaanderen | Parijs-Roubaix | Parijs-Tours |
| ---- | ------------- | -------------------- | -------------- | ------------ |
| 2017 |               |                      |                | 68e          |
| 2018 | 57e           | opgave               | buit.tijd      | opgave       |
| 2019 |               | opgave               | 72e            |              |
| 2020 | opgave        | 71e                  |                |              |
| 2021 | 11e           | opgave               | opgave         |              |
| 2022 |               |                      | buit.tijd      |              |
| 2023 |               |                      |                |              |
| 2024 |               |                      |                | opgave       |

## Ploegen
2016 –  Klein Constantia (stagiair vanaf 1 augustus)
2017 –  Roubaix Lille Métropole
2018 –  Vital Concept Cycling Club
2019 –  Vital Concept-B&B Hotels
2020 –  B&B Hotels-Vital Concept p/b KTM
2021 –  B&B Hotels p/b KTM
2022 –  B&B Hotels-KTM
2023 –  Philippe Wagner Cycling
2024 –  St Michel-Mavic-Auber93
Bico · Bokeloh · Cavagna · García · Kasperkiewicz · Lehky · Mas · Molly · Narváez · Schachmann · Schlegel · Schreurs · Sisr · Lecroq (stagiair)
Bagot · Boeckmans · Coquard · Corbel · Courteille · De Backer · Ermenault · Fournier · Garel · Lammertink · Le Bon · Lecroq · Manzin · Morice · Mottier · Müller · Pacher · Reza · Turgis · Van Genechten
Barbier · Barthe · Boileau · Bonnamour · Chevalier · Debusschere · Ferasse · Gautier · Gougeard · Heidemann · Hivert · Jauregui · Koretzky · Lagrée · Laurance · Lecroq · Lemoine · Lietaer · Morice · Mozzato · Parisella · Rolland · Schönberger · Warlop · Dauphin (stagiair) · Mahoudo (stagiair) · Rouland (stagiair)